# Église Saint-Pierre de Sérent
Pour les articles homonymes, voir Église Saint-Pierre.
L'église Saint-Pierre est une église catholique située à Sérent, en France.

## Localisation
L'église est située dans le département français du Morbihan et la commune de Sérent.

## Historique
L'édifice est classé au titre des monuments historiques en 1946.